# Joel Freeland
Pour les articles homonymes, voir Freeland (homonymie).
Joel Freeland (né le 7 février 1987 à Farnham, dans le Surrey, en Angleterre) est un joueur anglais de basket-ball. Il joue aux postes d'ailier fort et de pivot.

## Biographie
Joel Freeland commença sa carrière professionnelle dans l'English League avec les Solent Stars, situé à Southampton. Parallèlement à sa carrière de basketteur, il est également magasinier dans sa ville natale de Farnham. En 2005, il rejoint l'équipe réserve de CB Gran Canaria, en troisième division espagnole.
Le 28 juin 2006, il est sélectionné par les Trail Blazers de Portland au 30e rang de la draft 2006. Cependant, les Trail Blazers l'invitent à retourner en Europe pour progresser dans son jeu ; en août 2006, il signe un contrat de deux ans avec Gran Canaria en Liga ACB.
En 2009, il rejoint l'équipe d'Unicaja Málaga pour un contrat de cinq ans et 4,5 millions d'euros de revenus.
Le 11 juillet 2012, il arrive aux Trail Blazers de Portland.
Le 9 juillet 2015, il décide de quitter la NBA et rejoindre le CSKA Moscou.

## Records personnels sur une rencontre NBA
Les records personnels de Joel Freeland, officiellement recensés par la NBA sont les suivants :
| Type de statistique        | Saison régulière | Saison régulière                              | Saison régulière                  | Playoffs | Playoffs                                  | Playoffs                    |
| Type de statistique        | Record           | Adversaire                                    | Date                              | Record   | Adversaire                                | Date                        |
| -------------------------- | ---------------- | --------------------------------------------- | --------------------------------- | -------- | ----------------------------------------- | --------------------------- |
| Points                     | 16               | @ Clippers de Los Angeles                     | 16 avril 2013                     | 1        | @ Rockets de Houston                      | 20 avril 2014               |
| Paniers marqués            | 8                | @ Thunder d'Oklahoma City                     | 13 avril 2015                     |          |                                           |                             |
| Paniers tentés             | 13               | @ Thunder d'Oklahoma City                     | 13 avril 2015                     | 2        | @ Spurs de San Antonio                    | 14 mai 2014                 |
| Paniers à 3 points réussis |                  |                                               |                                   |          |                                           |                             |
| Paniers à 3 points tentés  | 1                | @ Celtics de Boston Knicks de New York        | 15 novembre 2013 25 novembre 2013 |          |                                           |                             |
| Lancers francs réussis     | 3                | 3 fois                                        |                                   | 1        | @ Rockets de Houston                      | 20 avril 2014               |
| Lancers francs tentés      | 4                | @ Clippers de Los Angeles @ Nuggets de Denver | 16 avril 2013 1er novembre 2013   | 2        | @ Rockets de Houston                      | 20 avril 2014               |
| Rebonds offensifs          | 5                | 4 fois                                        |                                   | 1        | 4 fois                                    |                             |
| Rebonds défensifs          | 13               | Sixers de Philadelphie                        | 26 décembre 2014                  | 2        | @ Rockets de Houston                      | 23 avril 2014               |
| Rebonds totaux             | 17               | Sixers de Philadelphie                        | 26 décembre 2014                  | 2        | @ Rockets de Houston                      | 23 avril 2014               |
| Passes décisives           | 3                | @ Nuggets de Denver                           | 1er novembre 2013                 | 1        | Rockets de Houston                        | 25 avril 2014               |
| Interceptions              | 2                | 4 fois                                        |                                   | 1        | Rockets de Houston @ Grizzlies de Memphis | 27 avril 2014 19 avril 2015 |
| Contres                    | 3                | Hawks d'Atlanta                               | 3 janvier 2015                    | 1        | Rockets de Houston                        | 25 avril 2014               |
| Balles perdues             | 4                | Jazz de l'Utah Nets de Brooklyn               | 6 décembre 2013 15 novembre 2014  | 2        | Rockets de Houston                        | 27 avril 2014               |
| Minutes jouées             | 32               | Raptors de Toronto                            | 30 décembre 2014                  | 7        | Rockets de Houston                        | 27 avril 2014               |

- Double-double : 1 (au terme de la saison 2014/2015)
- Triple-double : aucun.